# Monticola semirufus
El roquero abisinio (Monticola semirufus) es una especie de ave paseriforme de la familia Muscicapidae endémica de las montañas de Etiopía y Eritrea. Se encuentra principalmente en los barrancos rocosos arbolados y entre peñascos del macizo etíope.

## Descripción

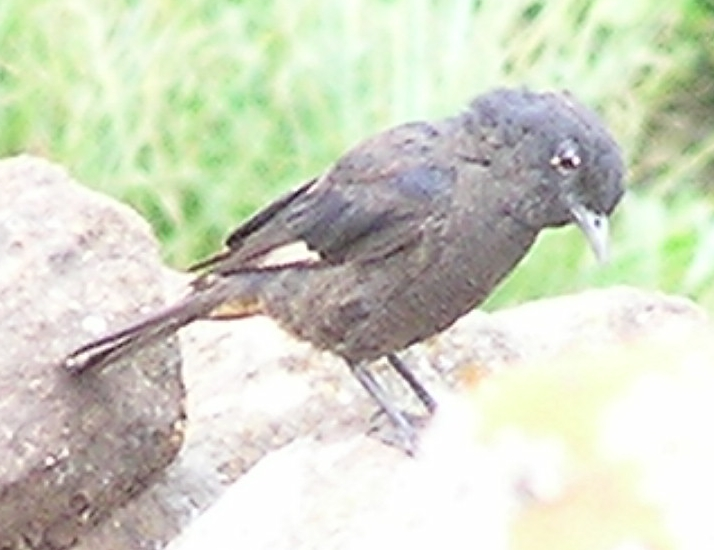
Hembra en Debre Berhan, Etiopía.

El roquero abisinio mide entre 19–21 cm. El macho tiene las partes superiores, cabeza y pecho de color negro, y el resto de las partes inferiores de color canela anaranjado. En cambio, la hembra es de color grisáceo casi por completo, con solo la zona subcaudal de color anaranjado. Ambos sexos tienen llamantivas manchas blancas en la base de las primarias, lo que caracteriza a la especie.

## Taxonomía
El roquero abisinio fue descrito científicamente en 1837 por el naturalista alemán Eduard Rüppell, con el nombre binomial de Saxicola semirufa. Posteriormente se trasladó al género Thamnolaea. Finalmente fue trasladado al género Monticola como resultado de un estudio filogenético publicado en 2010.